# Ariana Ron Pedrique
Ariana Ron Pedrique (Caracas, Venezuela 4 de noviembre de 1989) es una actriz venezolana de cine y televisión. Egresada del CEFAT, escuela de actuación de TV Azteca para después participar en programas y telenovelas de la misma televisora. Hizo su debut en el año 2013 en la telenovela Secretos de familia en la cual su papel fue bien recibido por el público. Ha participado en programas como El Hormiguero MX al lado de Mauricio Mancera y Mau Nieto y Lip Sync México en donde comparte créditos con el cantante Nicky Jam.

## Filmografía

### Telenovelas
| Año       | Título                       | Papel                         | Notas         |
| --------- | ---------------------------- | ----------------------------- | ------------- |
| 2012      | A corazón abierto            | Magda Maza                    | Episodio #1.1 |
| 2012      | Los Rey                      | Simone                        | Episodio #1.1 |
| 2013      | Secretos de familia          | Mónica de Ventura             | 105 episodios |
| 2015      | UEPA! Un escenario para amar | Bianca Campestre "La Pantera" | 140 episodios |
| 2015-2017 | Dos Lagos                    | Sofía                         | 12 episodios  |
| 2016      | Rosario Tijeras              | Paula Restrepo                | 66 episodios  |

### Series
| Año  | Título                               | Papel     | Notas                                       |
| ---- | ------------------------------------ | --------- | ------------------------------------------- |
| 2018 | José José, el príncipe de la canción | Nora Díaz | 71 episodios                                |
| 2021 | Heist                                | Liliana   | Episodio: «Sex Magick Money Murder: Part 2» |

### Programas de TV
| Año  | Título           | Papel                 | Notas         |
| ---- | ---------------- | --------------------- | ------------- |
| 2014 | El Hormiguero MX | Conductora de Sección | 119 episodios |
| 2016 | Lip Sync México  | Conductora            | 12 episodios  |

### Películas
| Año  | Título        | Papel | Notas             |
| ---- | ------------- | ----- | ----------------- |
| 2021 | Ayar          | Ayar  | También guionista |
| 2022 | Merry Textmas | Gaby  | Telefilme         |